# Phoratopus remex
Phoratopus remex är en kräftdjursart som beskrevs av Hale1925. Phoratopus remex ingår i släktet Phoratopus och familjen Phoratopodidae. Inga underarter finns listade i Catalogue of Life.